# 1950年の日本公開映画
- 映画 > 映画の一覧 > 年度別日本公開映画 > 1950年の日本公開映画
- 映画 > 1950年の映画 > 1950年の日本公開映画

1950年の日本公開映画（1950ねんのにほんこうかいえいが）では、1950年（昭和25年）1月1日から同年12月31日までに日本で商業公開された映画の一覧を記載。作品名の右の丸括弧内は製作国を示す。
記載の凡例については年度別日本公開映画#凡例を参照

## 作品一覧

### 1月
- 5日
  - 拳銃往来 ( アメリカ合衆国)
  - 極楽ブギウギ ( アメリカ合衆国)
- 8日
  - 暁の脱走 ( 日本) - キネマ旬報ベストテン3位
- 10日
  - ママの新婚旅行 ( アメリカ合衆国)
- 12日
  - 海賊バラクーダ ( アメリカ合衆国)
- 14日
  - 幸福なる種族 ( イギリス)
  - 夜の悪魔 ( アメリカ合衆国)[1]
- 15日
  - 無法者の掟 ( イタリア)
- 17日
  - 海魔陸を行く ( 日本)
  - 沈黙は金 ( フランス)
  - 笑う地球に朝が来る ( 日本)
- 22日
  - 虚栄の花 ( アメリカ合衆国)
- 29日
  - 白雪先生と子供たち ( 日本)
- 31日
  - 青春学園 ( アメリカ合衆国)
  - 熱血児 ( アメリカ合衆国)
  - 窓 ( アメリカ合衆国)
  - めぐりあい ( フランス)

### 2月
- 7日
  - 愛憎の曲 ( アメリカ合衆国)
  - 銀座の踊子 ( 日本)
  - 激情 ( イギリス)
  - 殺人幻想曲 ( アメリカ合衆国)[2]
- 14日
  - 愛の物語 ( イギリス)
  - イースター・パレード ( アメリカ合衆国)
  - 岡晴夫のマドロスの唄 ( 日本)
  - 逃げた花嫁 ( アメリカ合衆国)
  - ヒットパレード ( 日本)
- 19日
  - 海の呼ぶ声 ( アメリカ合衆国)
  - 俺は用心棒 ( 日本)
- 20日
  - 哀しみの恋 ( アメリカ合衆国)
- 21日
  - 幸福の設計 ( フランス)
- 26日
  - ペン偽らず 暴力の街 ( 日本) - キネマ旬報ベストテン8位
- 28日
  - 都会の叫び ( アメリカ合衆国)

### 3月
- 1日
  - 赤い靴 ( イギリス) - キネマ旬報ベストテン外国映画5位
  - サラトガ本線 ( アメリカ合衆国)
- 5日
  - 脱獄 ( 日本)
- 7日
  - ブロンディ子守の巻 ( アメリカ合衆国)
  - 蛇の穴 ( アメリカ合衆国)
  - 魔の山 ( イギリス)
  - 緑色の髪の少年 ( アメリカ合衆国)
- 12日
  - 氷柱の美女 ( 日本)
- 14日
  - 荒原の女 ( アメリカ合衆国)
  - 放浪の王子 ( アメリカ合衆国)
- 21日
  - アラビアン・ナイト ( アメリカ合衆国)
  - 靴みがき ( イタリア) - キネマ旬報ベストテン外国映画7位
  - ジャングル・ジム ( アメリカ合衆国)
  - 凸凹カウボーイの巻 ( アメリカ合衆国)
  - また逢う日まで ( 日本) - キネマ旬報ベストテン1位
- 26日
  - 窓から飛び出せ ( 日本)
- 28日
  - 真夜中まで ( アメリカ合衆国)

### 4月
- 4日
  - キュピドン酒場 ( フランス)
  - 恋はかくの如く ( アメリカ合衆国)
- 9日
  - 傷だらけの男 ( 日本)
  - 銀座三四郎 ( 日本)
- 11日
  - サンマー・ホリデイ ( アメリカ合衆国)
  - 情熱の友 ( イギリス)
  - 日曜は鶏料理 ( アメリカ合衆国)
  - 春の珍事 ( アメリカ合衆国)
- 16日
  - 暁の雷撃戦 ( イギリス)
- 22日
  - 田園交響楽 ( フランス)
- 23日
  - 狸銀座を歩く ( 日本)
- 25日
  - アリゾナの決闘 ( アメリカ合衆国)
  - 歓呼の球場 ( アメリカ合衆国)
  - サン・アントニオ ( アメリカ合衆国)
- 26日
  - 醜聞 ( 日本) - キネマ旬報ベストテン6位

### 5月
- 2日
  - シンガポール珍道中 ( アメリカ合衆国)
- 9日
  - 暗黒街の巨頭 ( アメリカ合衆国)
  - 三人の妻への手紙 ( アメリカ合衆国) - キネマ旬報ベストテン外国映画3位
  - 死の谷 ( アメリカ合衆国)
- 16日
  - スケルトンの映画騒動 ( アメリカ合衆国)
- 17日
  - 細雪 ( 日本) - キネマ旬報ベストテン9位
- 20日
  - 青空天使 ( 日本)
- 23日
  - 嵐の園 ( アメリカ合衆国)
  - マルクス兄弟珍サーカス ( アメリカ合衆国)
  - 私は殺される ( アメリカ合衆国)
- 27日
  - 天国への階段 ( イギリス) - キネマ旬報ベストテン外国映画6位
- 30日
  - 情熱のタンゴ ( アルゼンチン)
  - ターザンと豹女 ( アメリカ合衆国)
  - 悩まし女王 ( アメリカ合衆国)

### 6月
- 2日
  - 山荘物語 ( アメリカ合衆国)
- 3日
  - 当り矢金八捕物帖 千里の虎 ( 日本)
- 10日
  - 荒野の抱擁 ( イタリア)
- 13日
  - 腰抜け顔役 ( アメリカ合衆国)
- 15日
  - 日本戦歿学生の手記 きけ、わだつみの声 ( 日本)
- 17日
  - 王様 ( フランス)
- 20日
  - アマゾンの美女 ( アメリカ合衆国)
  - スペードの女王 ( イギリス)
- 23日
  - 海の征服者 ( アメリカ合衆国)
- 27日
  - 凸凹ハレムの巻 ( アメリカ合衆国)
  - ブロンディ 仲人の巻 ( アメリカ合衆国)
- 30日
  - ジャンヌ・ダーク ( アメリカ合衆国)

### 7月
- 1日
  - 悪魔と寵児 ( イギリス)
  - 婚約指環 ( 日本)
  - 転落の詩集 ( 日本)
  - 密会 ( フランス)
  - ワイオミングの緑草 ( アメリカ合衆国)
- 4日
  - 吸血婦 ( イギリス)
  - 泣き笑い人生 ( アメリカ合衆国)
  - 氷上円舞曲 ( アメリカ合衆国)
- 8日
  - 山のかなたに ( 日本)
- 14日
  - 帰郷 ( アメリカ合衆国)
- 15日
  - 獣人 ( フランス)
  - 星は輝く ( アメリカ合衆国)
- 18日
  - 仮面の男 ( アメリカ合衆国)
  - 脱走兵 ( イギリス)
- 23日
  - てんやわんや ( 日本)
- 25日
  - 執行猶予 ( 日本) - キネマ旬報ベストテン4位
  - ダコタ荒原 ( アメリカ合衆国)
- 28日
  - アダム氏とマダム ( アメリカ合衆国)
- 29日
  - サザエさん のど自慢歌合戦 ( 日本)

### 8月
- 1日
  - 恋人よ、いま一度 ( アメリカ合衆国)
- 4日
  - カリフォルニア ( アメリカ合衆国)
  - 逃亡者 ( アメリカ合衆国)
- 5日
  - 一日だけの天国 ( フランス)
  - 硝煙のカンサス ( アメリカ合衆国)
  - マルクスの二挺拳銃 ( アメリカ合衆国)
- 8日
  - 秘境 ( アメリカ合衆国)
- 14日
  - ボヴァリー夫人 ( アメリカ合衆国)
- 15日
  - 兇弾 ( イギリス)
- 18日
  - 三つの邂逅 ( ソビエト連邦)
- 21日
  - 先駆者の道 ( ソビエト連邦)
- 22日
  - 戦乱の花嫁 ( アメリカ合衆国)
- 25日
  - 宗方姉妹 ( 日本) - キネマ旬報ベストテン7位
- 26日
  - 殺陣師段平 ( 日本)
  - 七つの宝石 ( 日本)
  - 羅生門 ( 日本) - キネマ旬報ベストテン5位
- 29日
  - 凸凹幽霊屋敷 ( アメリカ合衆国)
  - ブロンディの泥棒退治 ( アメリカ合衆国)
  - 欲望の砂漠 ( アメリカ合衆国)

### 9月
- 1日
  - シーザーとクレオパトラ ( イギリス)[3]
  - 情婦マノン ( フランス) - キネマ旬報ベストテン外国映画2位
- 5日
  - オマハ街道 ( アメリカ合衆国)
- 8日
  - 自転車泥棒 ( イタリア) - キネマ旬報ベストテン外国映画1位
- 9日
  - 東京キッド ( 日本)
- 12日
  - バグダッド ( アメリカ合衆国)
  - 初めか終りか ( アメリカ合衆国)
- 15日
  - 宝石館 ( フランス)
  - ヨーク軍曹 ( アメリカ合衆国)
- 16日
  - 戦火の果て ( 日本)
- 22日
  - ジョルスン物語 ( アメリカ合衆国)
- 23日
  - 長崎の鐘 ( 日本)
- 26日
  - アメリカの恋人 ( アメリカ合衆国)
  - 白雪姫 ( アメリカ合衆国・アニメ)
  - ママは大学一年生 ( アメリカ合衆国)

### 10月
- 3日
  - 暁の追跡 ( 日本)
  - アフリカ珍道中 ( アメリカ合衆国)
- 6日
  - 戦場 ( アメリカ合衆国)
- 7日
  - 失われた心 ( アメリカ合衆国)
- 8日
  - 肉体の罠 ( フランス)
- 10日
  - ケンタッキー魂 ( アメリカ合衆国)
  - ドン・ファンの冒険 ( アメリカ合衆国)
- 14日
  - 七色の花 ( 日本) - キネマ旬報ベストテン10位
- 17日
  - コロンブスの探検 ( イギリス)
  - 潜行者 ( アメリカ合衆国)
  - 不時着結婚 ( アメリカ合衆国)
- 21日
  - 軍艦すでに煙なし ( 日本)
  - 真珠夫人 処女の巻 ( 日本)
  - 雪夫人絵図 ( 日本)
- 23日
  - みどりの学園 ( フランス)
- 24日
  - 彼と人魚 ( アメリカ合衆国)
  - 夢のひととき ( アメリカ合衆国)
- 27日
  - わが心は君に ( イギリス)
- 28日
  - 東京十夜 ( 日本)
  - 薔薇合戦 ( 日本)
  - ベーブ・ルース物語 ( アメリカ合衆国)
- 30日
  - 虹を掴む男 ( アメリカ合衆国)- キネマ旬報ベストテン外国映画8位
- 31日
  - 運命の女 ( メキシコ)
  - 奇跡の鐘 ( アメリカ合衆国)
  - 狐の王子 ( アメリカ合衆国)
  - 恋ごころ[ ( アメリカ合衆国)
  - 恋の乱戦 ( アメリカ合衆国)

### 11月
- 3日
  - 火の接吻 ( フランス)
- 11日
  - 真珠夫人 人妻の巻 ( 日本)
  - 密告 ( フランス) - キネマ旬報ベストテン外国映画9位
- 13日
  - 最後の突撃 ( イギリス)
- 14日
  - ヴィナスの接吻 ( アメリカ合衆国)
  - 大時計 ( アメリカ合衆国)
  - 頭上の敵機 ( アメリカ合衆国)
  - 呪われた城 ( アメリカ合衆国)
- 17日
  - 無防備都市 ( イタリア) - キネマ旬報ベストテン外国映画4位
- 21日
  - 女相続人 ( アメリカ合衆国)- キネマ旬報ベストテン外国映画10位
  - 遥かなる愛人 ( ソビエト連邦)
- 25日
  - 帰郷 ( 日本) - キネマ旬報ベストテン2位
- 28日
  - 幸福の森 ( アメリカ合衆国)
  - スタリオン街道 ( アメリカ合衆国)

### 12月
- 1日
  - 嵐ヶ丘 ( アメリカ合衆国)
  - 處女峰 ( 日本)
- 5日
  - 他人の家 ( アメリカ合衆国)
  - 天国の怒り ( アメリカ合衆国)
  - 僕は戦争花嫁 ( アメリカ合衆国)
- 8日
  - 火の女 ( アメリカ合衆国)
- 9日
  - 月光の女 ( アメリカ合衆国)
  - 女優と名探偵 ( 日本)
- 11日
  - 暁の出航 ( イギリス)
- 12日
  - 恋愛聴診器 ( アメリカ合衆国)
- 14日
  - 月光の女 ( アメリカ合衆国)
- 19日
  - 小間使 ( アメリカ合衆国)
- 21日
  - ひばり ( アメリカ合衆国)
  - 憂愁夫人 ( フランス)
- 23日
  - 五人の兄妹 ( アメリカ合衆国)
  - 戦慄の調べ ( アメリカ合衆国)
- 27日
  - 凸凹闘牛の巻 ( アメリカ合衆国)
  - 炎の街 ( アメリカ合衆国)[4]
- 28日
  - 西部の王者 ( アメリカ合衆国)
- 29日
  - 情熱のルムバ ( 日本)
  - わが谷は緑なりき ( アメリカ合衆国) - 1951年度キネマ旬報ベストテン外国映画3位
- 31日
  - 千石纏 ( 日本)
  - とんぼ返り道中 ( 日本)
  - 摩天楼 ( アメリカ合衆国)